# Nguyễn Văn Tố
Nguyễn Văn Tố (5 tháng 6 năm 1889 - 7 tháng 10 năm 1947), bút hiệu Ứng Hoè, là một nhà nghiên cứu khoa học xã hội Việt Nam và là Chủ tịch Quốc hội đầu tiên của nước Việt Nam Dân chủ Cộng hòa.

## Tiểu sử
Ông sinh ngày 5 tháng 6 năm 1889, quê ở Hà Đông (nay thuộc Hà Tây).
Thuở nhỏ ông học chữ Hán, sau sang Pháp học, đỗ bằng Thành chung (Trung học).

## Sự nghiệp
Sau khi từ Pháp về nước, ông làm việc tại trường Viễn Đông Bác Cổ Hà Nội, chuyên về văn học cổ Việt Nam. Ông từng làm Hội trưởng Hội Trí Tri, Hội truyền bá chữ Quốc ngữ trước năm 1945.
Sau Cách mạng Tháng Tám, ông giữ chức Bộ trưởng Cứu tế Xã hội trong chính phủ cách mạng lâm thời. Ông là Đại biểu quốc hội, Chủ tịch Quốc hội khóa I, Quốc vụ khanh trong Chính phủ Liên hiệp lâm thời (1946).
Sau ngày toàn quốc kháng chiến (ngày 19 tháng 12 năm 1946, ông cùng chính phủ rút lên Việt Bắc tiếp tục kháng chiến chống Pháp. Ngày 7 tháng 10 năm 1947, trong một cuộc tấn công chớp nhoáng của địch Pháp vào chiến khu trong chiến dịch Việt Bắc, ông bị địch Pháp phục kích vây bắn và hy sinh tại Bắc Kạn. Có một chi tiết đáng chú ý là cụ Nguyễn Văn Tố có thân hình mảnh dẻ và dong dỏng cao nên ban đầu quân đội Pháp nhầm tưởng ông là chủ tịch Hồ Chí Minh.

## Sáng tác
Những công trình nghiên cứu của ông rất có giá trị, được in trong các tạp chí như Trí tri, Tri tân, "Viễn Đông Bác Cổ" xuất bản ở Hà Nội thời bấy giờ.

## Vinh danh
Tên ông được đặt cho một trường học ở Khu 9 (Nam Bộ) trong những năm kháng chiến chống Pháp (1946 - 1954). Trường Nguyễn Văn Tố rất nổi tiếng vì đã có công đào tạo nhiều nhân tài cho đất nước. Nhiều cán bộ lãnh đạo Nhà nước Việt Nam hiện nay có xuất thân từ trường này.
Ngày nay còn có nhiều ngôi trường mang tên ông tại Hà Nội, Thành phố Hồ Chí Minh, Nghệ An...
Tên ông được dùng để đặt tên đường ở nhiều nơi tại Việt Nam như: quận Hoàn Kiếm (Hà Nội), quận Tân Phú (Thành phố Hồ Chí Minh), quận Hải Châu (Đà Nẵng), Tp Hải Dương (Hải Dương), Tp Nam Định (Nam Định), Tp Vinh (Nghệ An), Tp Tam Kỳ (Quảng Nam), Tp Phan Rang – Tháp Chàm (Ninh Thuận), Tp Phan Thiết (Bình Thuận), Tp Rạch Giá (Kiên Giang)